# Ficocianină
Ficocianina este un pigment albastru, ce poate fi găsit în alge albastre. Acest pigment este atașat la membranele fotosintetice. De asemenea, îndeplinesc funcția de molecule de depozitare a azotului (nitrogenului). Ficocianina absoarbe lumina roșie, ce pătrunde în apă, și emite lumină albastră. Face parte din familia ficobelinelor. Ficocianina are multe proprietăți anti-inflamatorii și antioxidante.
Ficocianina, care se găsește în Spirulină, influențează diviziunea celulelor sușă din măduva osoasă, ce servesc ca celule mamă atât pentru leucocite, componente ale sistemului imun, cât și pentru eritrocite, ce asigură oxigenarea organismului. Cercetătorii chinezi demonstrează că ficocianina stimulează eritropoieza, având efect similar cu eritropoina. Eritropoina este produsă la nivelul rinichiului sănătos și reglează diferențierea globulelor roșii din celulele stem ale măduvei osoase. [nefuncțională]

Savanții chinezi Zhilong Chen și Xuejun Gao presupun, că ficocianina are capacitatea de a stimula sinteza eritrocitelor sanguine, asemenea hormonului eritropoietina. El stimulează sinteza atât a celulelor albe cât și a celor roșii, chiar și în cazul afecțiunilor toxico-chimice și/sau radiaționale. Bazându-se pe acest efect spirulina este aprobată în calitate de „supliment alimentar curativ” în caz de iradieri radioactive.  Arhivat în 27 septembrie 2007, la Wayback Machine.